# Alborada

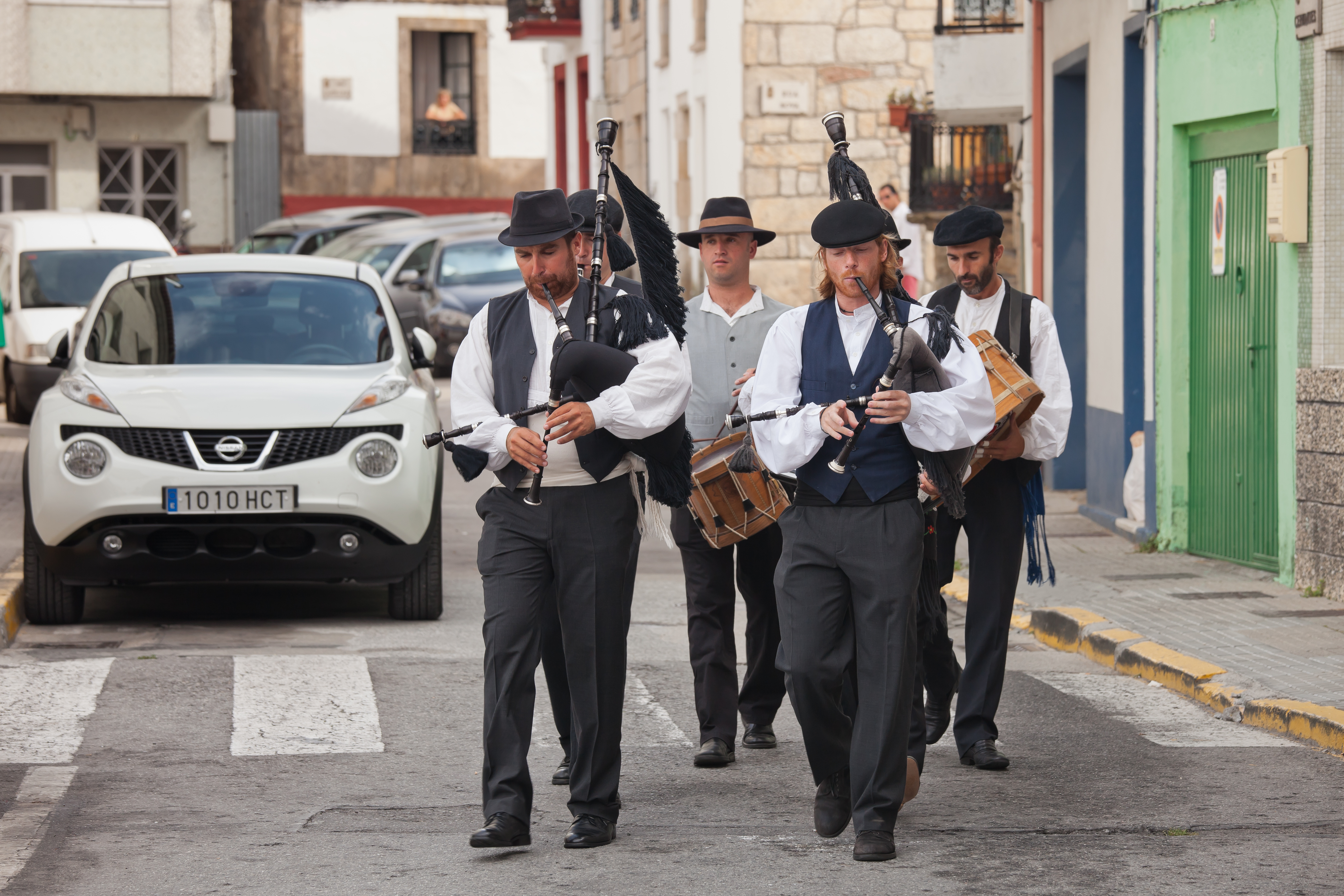
Musicisti di Alborada

L'alborada è una forma musicale popolare originaria della Galizia. Gli strumenti caratteristici attraverso cui veniva eseguita erano la dulzaina (una specie di oboe rustico) e il tamboril (piccolo tamburo).
Corrisponde al francese aubade e all'italiano mattinata, indicando un pezzo ispirato o da eseguirsi all'alba, contrapposto quindi alla serenata.

## Esempi di repertorio
- Alborada del gracioso (Assez vif) di Maurice Ravel, quarto movimento dalla suite Miroirs per pianoforte solo, composto fra il 1904 e il 1905 e orchestrato nel 1918
- Alborada (Capricho) di Francisco Tárrega, per chitarra
- Alborada (Aubade espagnole, Assez vif) di Blas María de Colomer, per pianoforte
- Alborada (Vivo e strepitoso) di Nikolaj Rimskij-Korsakov, primo e terzo movimento del suo Capriccio spagnolo
- Alborada di Isaac Albéniz, terzo movimento del suo Recuerdos de Viaje, op. 71